# Protanystis
Protanystis é um gênero de mariposa pertencente à família Acrolepiidae.